# 33285 Martínleiva
33285 Martínleiva è un asteroide della fascia principale. Scoperto nel 1998, presenta un'orbita caratterizzata da un semiasse maggiore pari a 3,048962 UA e da un'eccentricità di 0,047499, inclinata di 10,765701° rispetto all'eclittica. Ha un diametro di 6,589 km.